# Ricardo Beltrán y Rózpide
Ricardo Beltrán y Rózpide (Barcelona, 22 de julio de 1852-Madrid, 15 de noviembre de 1928) fue un pedagogo y geógrafo español.

## Biografía
Doctor en Filosofía y Letras, fue catedrático en la Escuela de Estudios Superiores de Magisterio de Madrid. El 27 de junio de 1902 fue elegido académico numerario de Real Academia de la Historia, tomó posesión el 31 de mayo de 1903. Fue secretario de la Real Sociedad Geográfica y un gran divulgador didáctico de la disciplina geográfica, cuyos procedimientos modernos introdujo en España.

## Obras

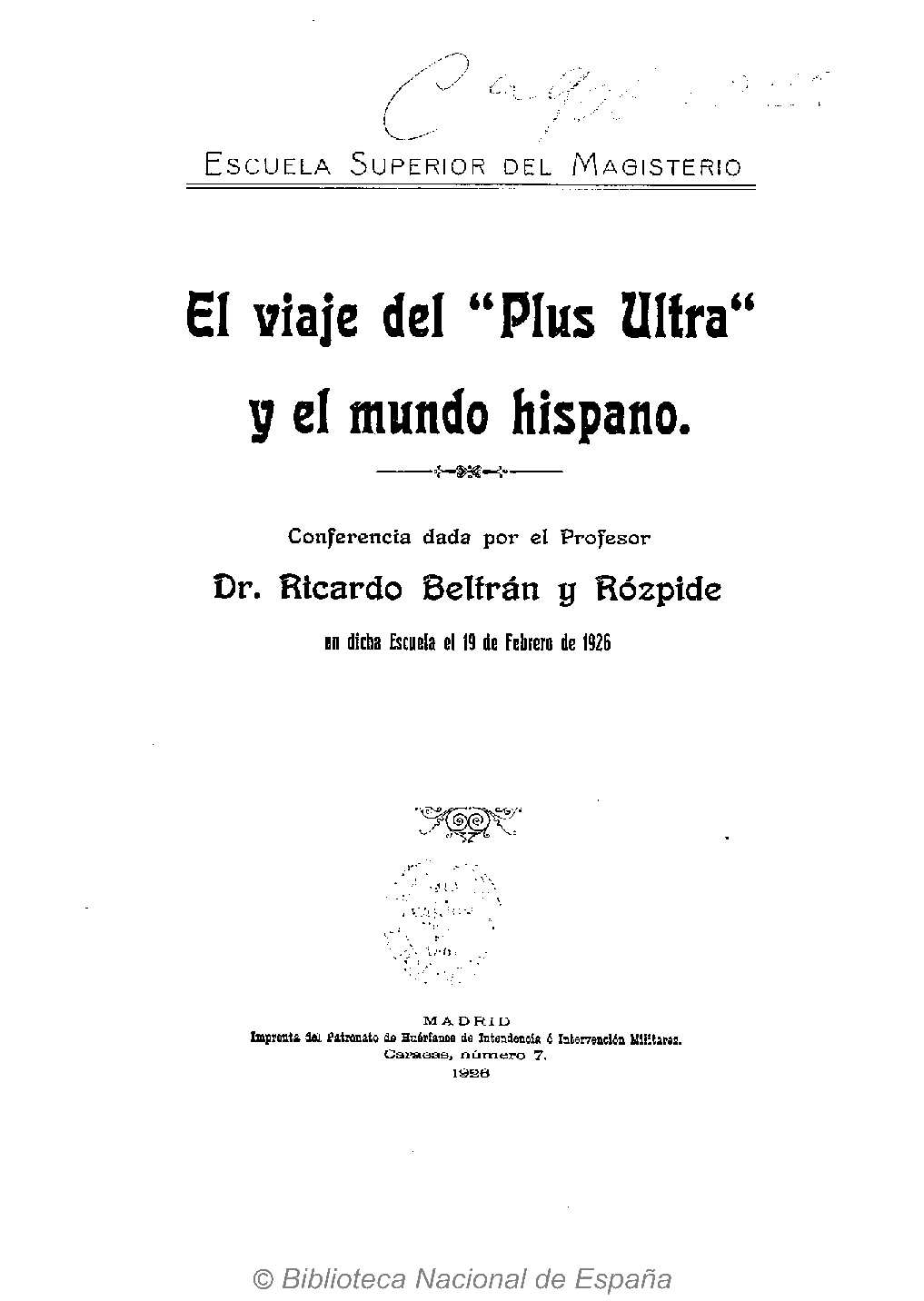
El viaje del "Plus Ultra" y el mundo hispano. Conferencia dada por Ricardo Beltrán y Rózpide.

- Viajes y descubrimientos efectuados en la Edad Media (1876).
- Memorias sobre progresos de la Geografía (Madrid, 1898-1906).
- Los pueblos hispanoamericanos en el siglo XX (1904).
- El ideario geográfico y los progresos de la geografía (1908).
- Compendio de Historia de España (1915).
- Guía y plan para el estudio de la Geografía (Madrid, 1917-1920).